# Mazzorbo
Mazzorbo (Masorbo in dialetto veneziano) è un'isola della Laguna Veneta a ovest di Burano.

## Geografia fisica

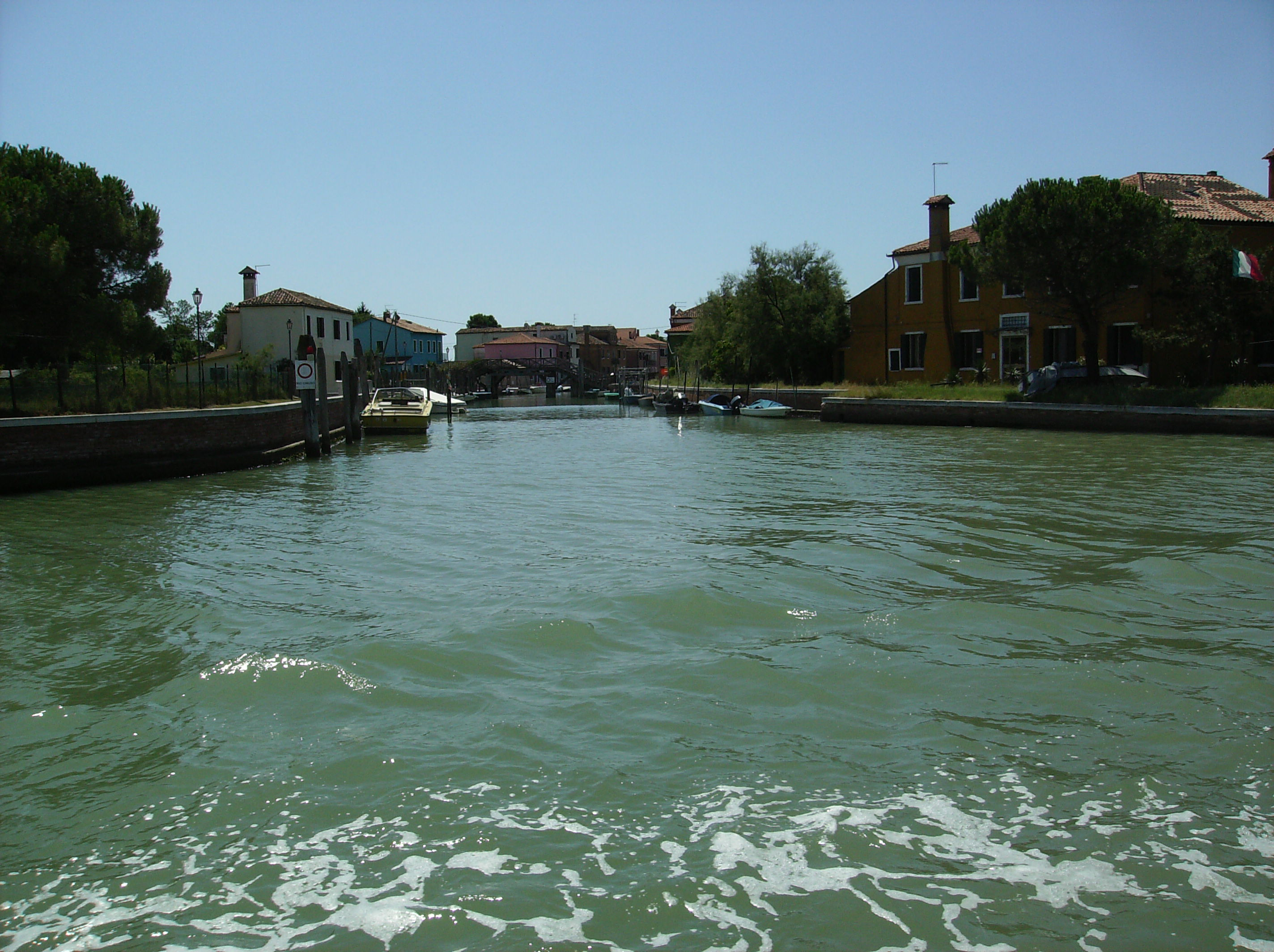
Il canale di Santa Caterina.

Mazzorbo si trova a nordovest di Burano, alla quale è collegata mediante un ponte. A sudest si affaccia sulla palude di Santa Caterina e a ovest sulla palude del Monte. A nordovest il canale di Mazzorbo la divide da Mazzorbetto, mentre il lato nordest è lambita dal canale di Burano.
È costituita in realtà da tre isole. La principale, a est, è l'isola delle Eremite, separata a ovest dall'isola di Santa Caterina tramite l'omonimo canale (le sponde sono collegate da due ponti). La terza isola si è formata nel 1927 con lo scavo di una prosecuzione del canale di Mazzorbo che ha tagliato in due l'isola di Santa Caterina; non è collegata da ponti ed è disabitata.
Esiste anche un altro canale interno, a fondo cieco, che si apre di fronte a Burano.
Pur essendo stata interessata a recenti interventi urbanistici, il paesaggio è ancora caratterizzato dalla presenza di aree coltivate su cui si svolgono, analogamente ad altre isole della Laguna, le tradizionali attività ortofrutticole (come la coltivazione delle castraure). Di un certo interesse la tenuta Scarpa Volo, di proprietà comunale, in cui si coltiva la dorona, un vitigno tipico della laguna veneta.

## Storia
Anticamente ricordata come Maiorbo, Maiurbo e simili (non si può escludere una derivazione da maior urbs "città maggiore"), come le località lagunari dei dintorni fu popolata dagli abitanti della terraferma, specialmente altinati, in fuga dalle invasioni barbariche e in particolare dai Longobardi che tra il VI e il VII secolo consolidarono il loro regno scacciando i Bizantini oltre il limite della Laguna.
I reperti archeologici, tuttavia, provano che l'isola fosse frequentata già in epoche precedenti: durante uno scavo condotto nel 1881, furono rinvenuti alcuni vasetti di fattura micenea (oggi conservati al Museo provinciale di Torcello) che dimostrano come la zona fosse soggetta a scambi commerciali già in epoca preromana.
Fu uno degli abitati gravitanti attorno all'importante centro commerciale di Torcello e almeno dal 1064 fu sede di una pieve sottoposta al vescovo di quest'ultima.
Raggiunto il massimo splendore nel X secolo, dopo il Mille anche Mazzorbo, come i centri vicini, iniziò a declinare in favore della vicina Venezia. Divenne così un'isola "campestre", utilizzata per le attività agricole e luogo di svaghi per i patrizi veneziani.
Dell'antica Mazzorbo non resta oggi praticamente traccia, eccetto la chiesa di Santa Caterina innalzata tra il 1283 e 1291, la cui campana è la più antica della Laguna (1318).
Negli anni ottanta l'architetto italiano Giancarlo De Carlo progetta e realizza a Mazzorbo un complesso residenziale finalizzato a ripopolare l'isola e a ricreare, attraverso un linguaggio comunque moderno, gli spazi tradizionali caratteristici dell'insediamento lagunare.

## Monumenti e luoghi d'interesse

### Architetture religiose

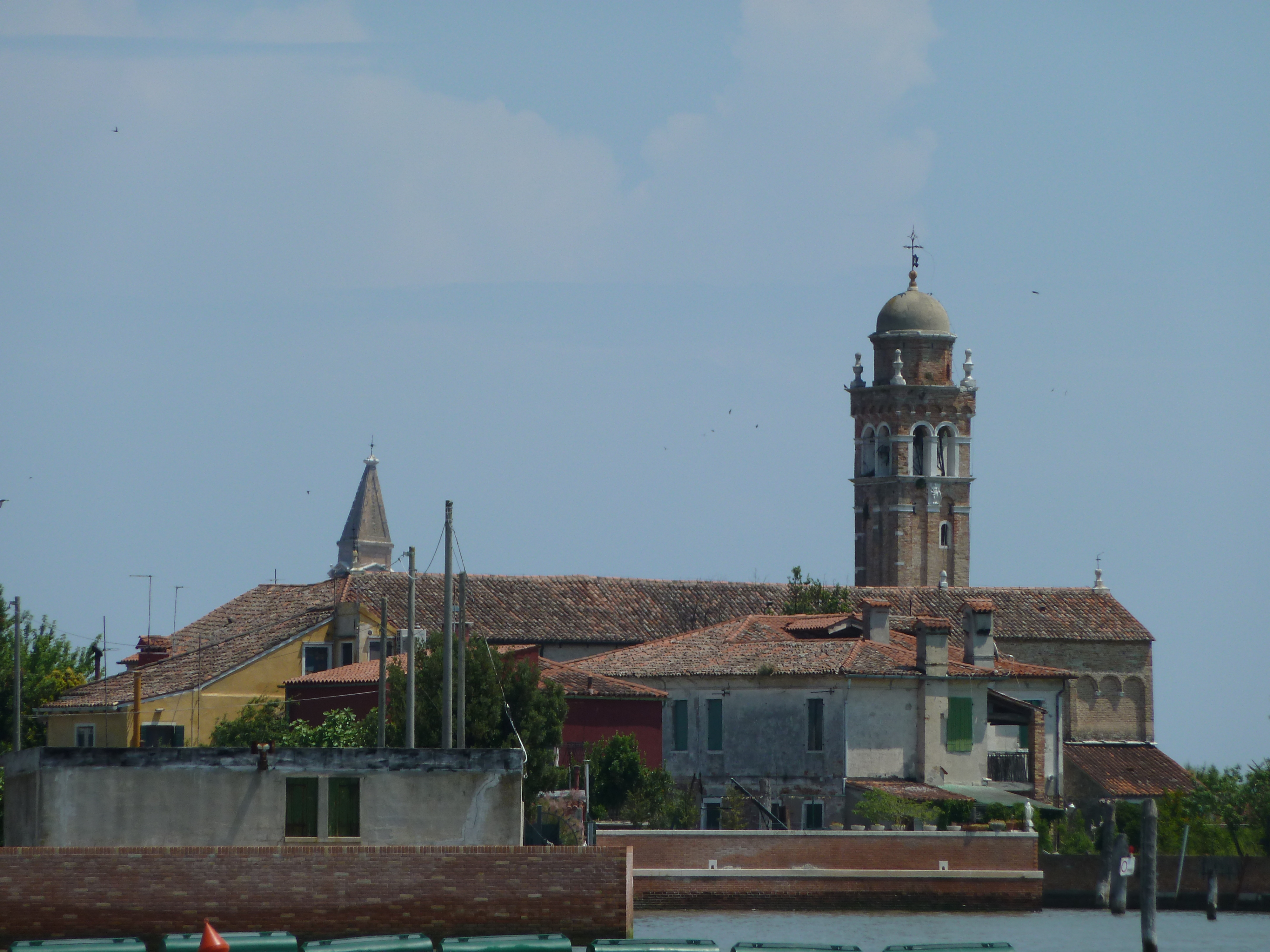
Vista della chiesa di Santa Caterina.

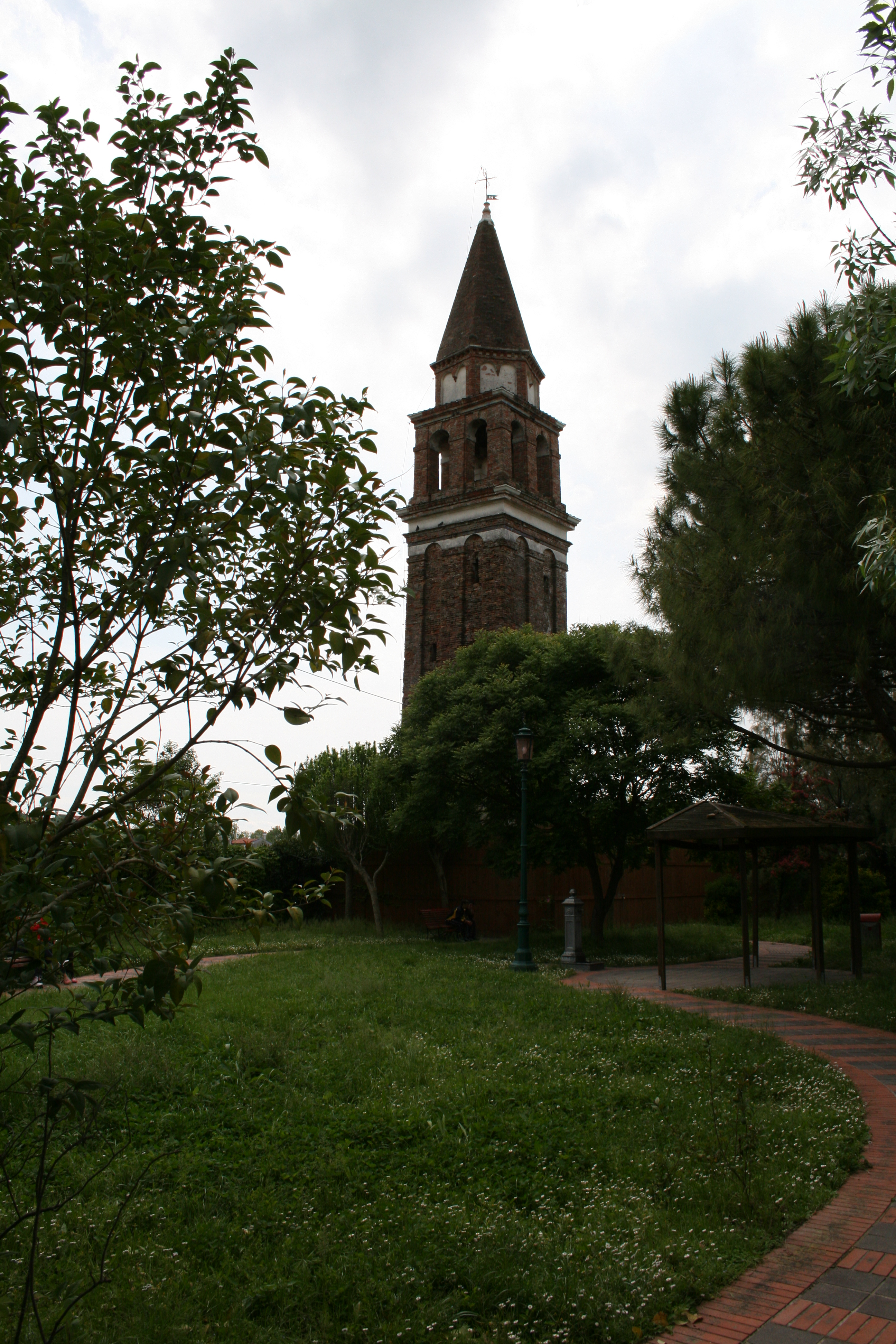
Il campanile della chiesa di Sant'Angelo.

Anticamente, l'isola di Mazzorbo contava ben cinque chiese parrocchiali (San Pietro, San Bartolomeo, Sant'Angelo, Santo Stefano e Santi Cosma e Damiano) e cinque monasteri (Santa Eufemia, San Maffio, Santa Maria Valverde, Santa Maria delle Grazie e Santa Caterina).
Dalle visite pastorali effettuate dai vescovi di Torcello, sappiamo che ancora nel XVII secolo esistevano sull'isola due chiese parrocchiali (San Pietro e Sant'Angelo) e tre monasteri (Santa Caterina, Santa Maria in Val Verde e Sant'Eufemia). San Pietro e Sant'Eufemia si trovavano in verità a Mazzorbetto, che era considerata parte integrante di Mazzorbo.
A parte Santa Maria in Val Verde, fondata nel Duecento, tutte le altre sono citate nel manoscritto 768 conservato al Museo provinciale di Torcello, recante l'elenco delle costruzioni religiose presenti sull'isola nel XII secolo.
L'unico edificio religioso rimasto è la chiesa di Santa Caterina (il monastero annesso è invece scomparso), la parrocchiale eretta tra il 1283 e il 1291 in stile gotico-romano. Una chiesa precedente era stata costruita nel 783 stando alle cronache scritte dal patrizio veneto Bernardo Trevisan nel 1715.   Il soffitto ligneo è a carena di nave e sopra l'ingresso c'è il pontile con il barco dove le monache del vicino convento potevano assistere alla santa messa.  Il portale d'ingresso è abbellito da una lunetta del 1368 con la raffigurazione delle nozze mistiche di Santa Caterina.
Sul campanile della chiesa di Santa Caterina c'è la campana più vecchia di tutta la laguna veneta datata 1318 e firmata: MAGISTER LUCAS DE VENETIIS ME FECIT - ANNO MCCCXVIII e sul bordo in basso il motto Xus vincit Xus regnat Xus imperat.   Le altre campane della laguna veneta nel corso dei secoli sono state requisite dai militari per fonderle e farne dei cannoni. La seconda campana è del 1567 e la terza del 1642.
Della Chiesa di San Michele Arcangelo resta invece il campanile, presso l'angolo nordorientale dell'isola che è stato uno spunto per molti pittori della Scuola di Burano che lo hanno ritratto nei loro quadri.

## Galleria d'immagini

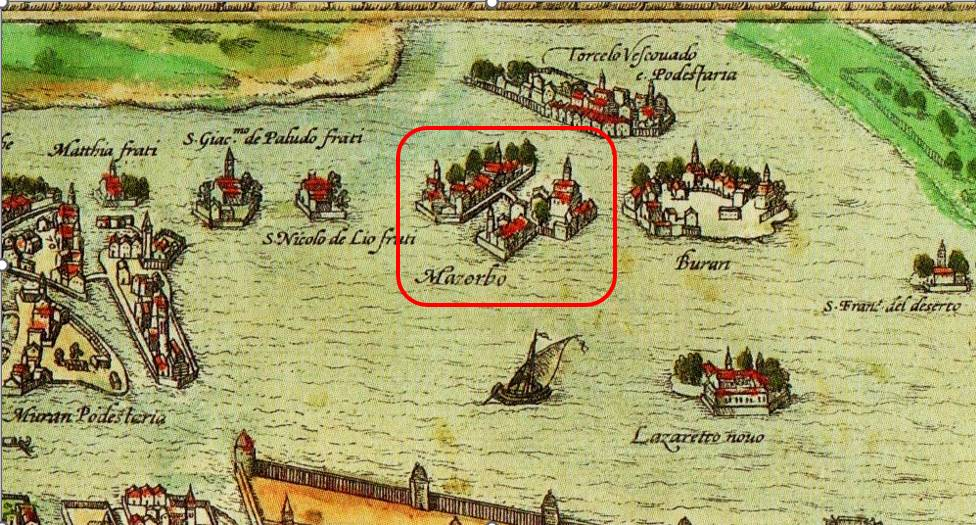
Georg Braun e Frans Hogenberg, Civitas orbis terrarum, 1612, particolare
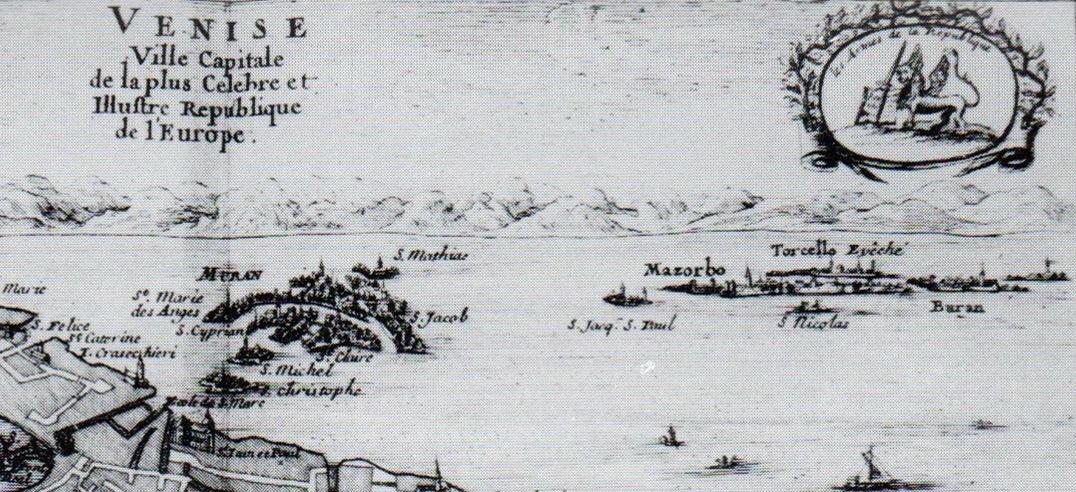
Isole della laguna nord, 1701
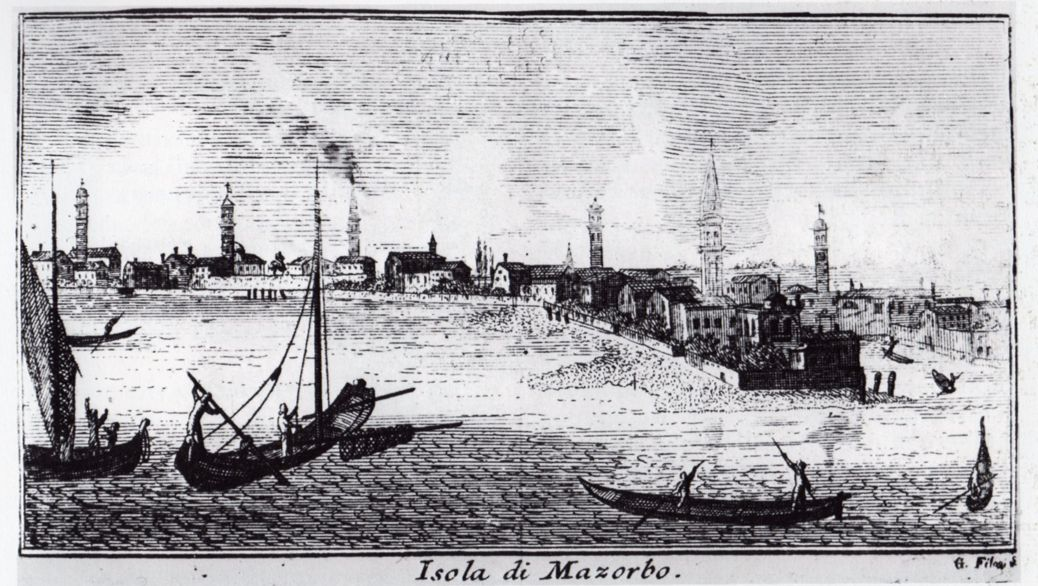
Filosi, Isola di Mazzorbo, incisione, sec. XVIII
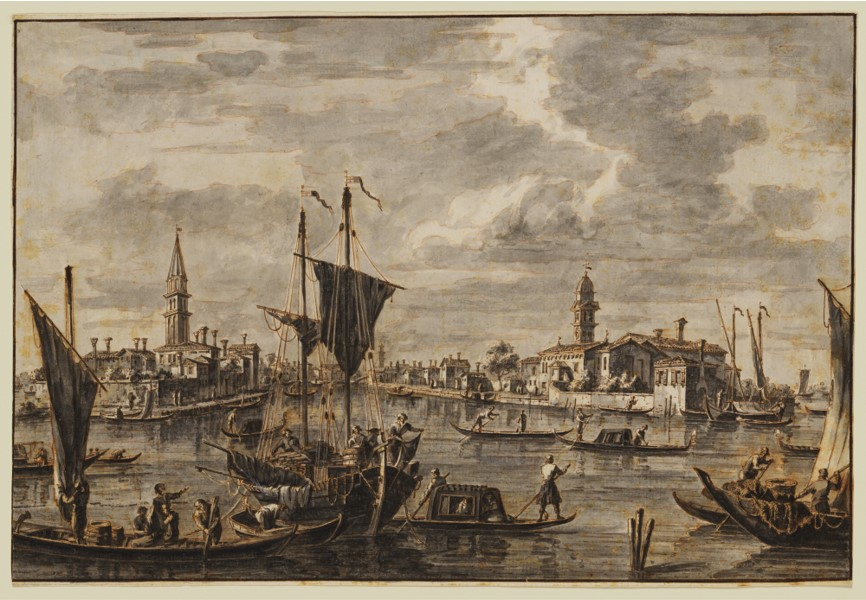
Tironi, Isola di Mazzorbo
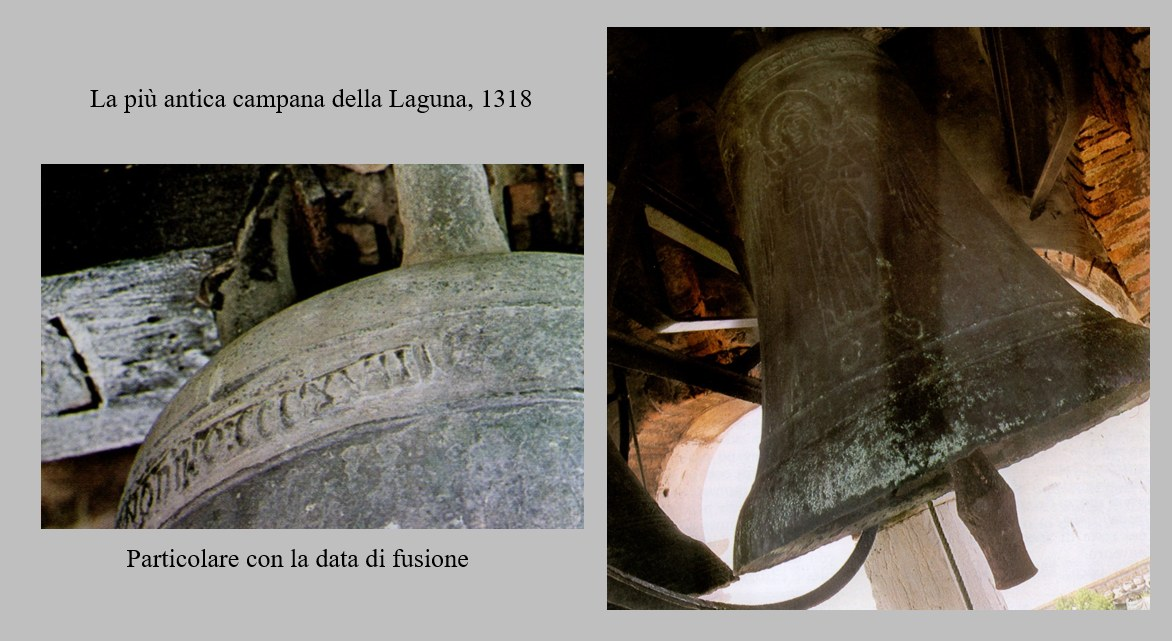
Mazzorbo, La campana del 1318
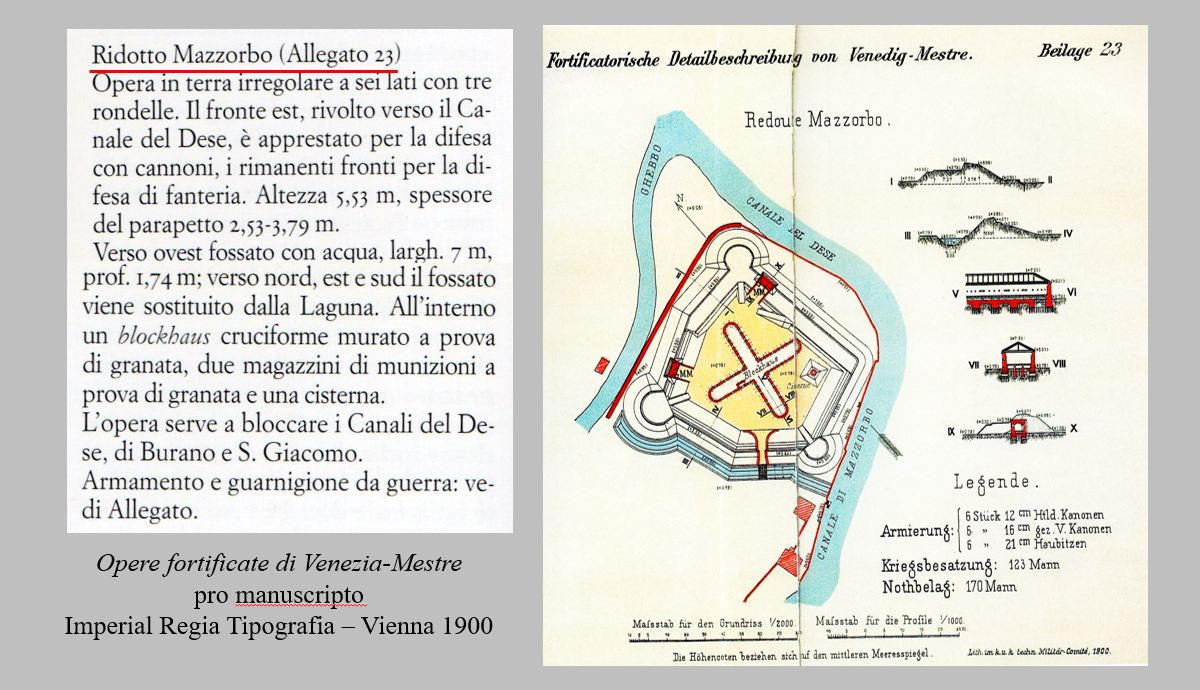
Forte Mazzorbo, 1900
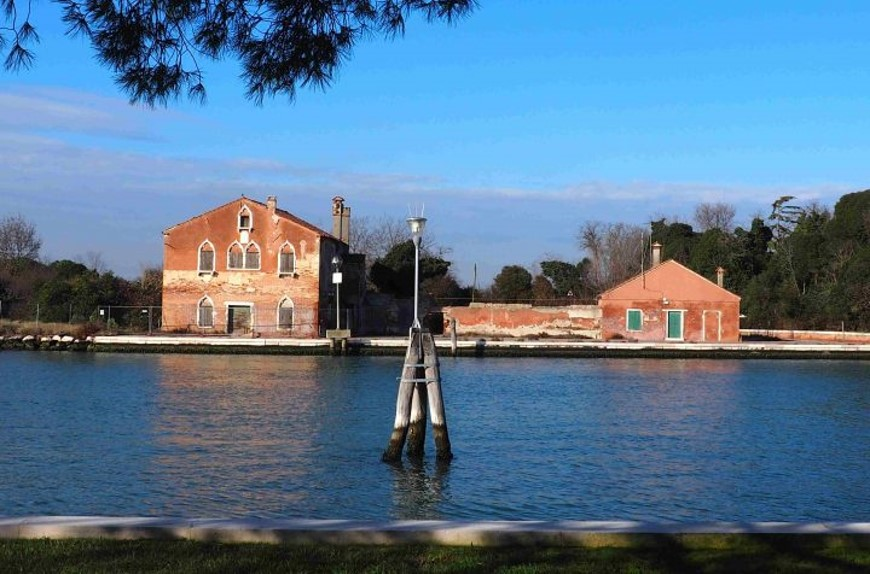
Canale di Mazzorbo